# Chlorotalpa sclateri
Chlorotalpa sclateri é uma espécie de mamífero da família Chrysochloridae. Pode ser encontrada em localidades dispersas no Lesoto e na África do Sul. 